# Westboro Baptist Church

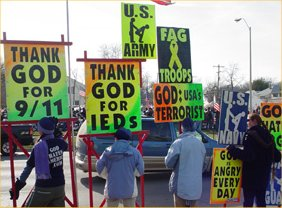
De Westboro Baptist Church

De Westboro Baptist Church (afgekort WBC) is een controversieel Amerikaanse kerkgenootschap dat haar hoofdkwartier heeft in Topeka (Kansas). De WBC is in 1955 opgericht door Fred Phelps (overleden in 2014). De organisatie komt vooral in het nieuws omdat men de gewoonte heeft om na rampen, ongelukken, moorden of aanslagen demonstraties te houden bij begrafenissen van de slachtoffers, waarin het overlijden van betrokkene bejubeld wordt.
Anno 2023 zijn er meer dan 72.000 van dergelijke demonstraties gehouden. 
De sekte is ook bij christelijke organisaties in de Verenigde Staten controversieel. Een bijnaam is the most hated family of America ('de meest gehate familie van Amerika').
Sinds medio 2016 heeft de WBC ongeveer zeventig leden, waarvan de meeste familie van Fred Phelps zijn.

## Demonstraties
De achtergrond waarom dit kerkgenootschap deze demonstraties (pickets) houdt is de volgende: men vindt homoseksualiteit een uiterste vorm van belediging van God. Ook het toestaan van homoseksualiteit (en het homohuwelijk) is volgens hen een belediging tegenover God. Via Bijbelteksten probeert men dit te staven. En omdat er in veel landen ter wereld inderdaad gelijkheid tussen mensen is qua seksuele geaardheid en discriminatieverboden, zijn deze landen volgens de WBC "doomed" (verdoemd). Daarom teksten als "America is Doomed" (Amerika is verdoemd). Ook landen als Zweden en Nederland moeten het ontgelden. Volgens de WBC is deze verdoemenis onomkeerbaar, het enige wat men nog kan doen is de wraak van God verwachten. Elk ongeluk en elke ramp wordt door hen dus niet als toeval of het lot gezien, maar als een bewuste "straf" van God voor de liberale houding tegenover homoseksualiteit of andere zaken die tegen Gods woord ingaan. Daarom jubelt men bij rampen, omdat men dit ziet als bewijs van de toorn van God, en een teken aan de bevolking om homoseksualiteit te verwerpen en bestrijden. Zo bezoekt de sekte begrafenissen van gesneuvelde militairen, maar was men ook aanwezig bij de begrafenis van twee jonge meisjes die door een verkeersongeluk om het leven waren gekomen, de uitvaart van Matthew Shepard, bij de begrafenis van slachtoffers van de "Virginia Tech Massacre", en bij slachtoffers van een mijnongeluk in West Virginia.

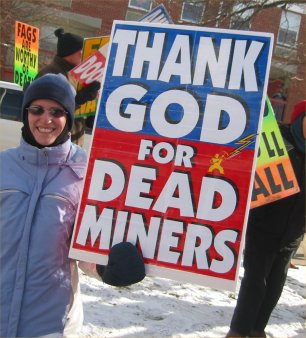
Een lid van de WBC protesteert bij de begrafenis van slachtoffers van een mijnongeluk, met een bord "Dank God voor dode mijnwerkers"

Bij deze demonstraties (pickets) worden ook kleine kinderen uit het gezin Phelps ingezet. Veel Amerikaanse kinderbeschermingsorganisaties hebben geprotesteerd tegen deze vorm van indoctrinatie en hersenspoeling, en zien dit als geestelijke mishandeling.
Tegen de demonstraties bij begrafenissen hebben verschillende Amerikaanse staten zelfs aparte wetten uitgevaardigd (onder andere de "Let Them Rest In Peace Act").
Op 26 februari 2009 maakte de WBC bekend ook in Nederland te gaan demonstreren bij de begrafenissen van de slachtoffers van de vliegramp op Schiphol van 25 februari 2009, maar nadat men erachter kwam dat er voornamelijk Turkse passagiers in het vliegtuig zaten werd de demonstratie verplaatst naar de Turkse ambassade.
De groep oogstte in december 2012 zware kritiek na een aankondiging gedaan te hebben voor een demonstratie bij de Sandy Hook Elementary School naar aanleiding van het Bloedbad op de Sandy Hook Elementary School waarbij 26 personen om het leven kwamen waaronder 20 jonge kinderen. Hackersgroep Anonymous hackte daarop hun website en maakte persoonlijke gegevens bekend van de leden van het kerkgenootschap. Op de website van het Witte Huis werden twee petities geplaatst waarbij president Obama opgeroepen wordt om het kerkgenootschap als "Hate Group" te bestempelen en de belastingvrije status die bij een geloofsgenootschap hoort nader te onderzoeken en in te trekken.

## Wereldvisie
De WBC heeft een geheel eigen visie op de apocalyps. Volgens Fred Phelps zullen alle mensen verzameld worden in een goddelijke rechtbank, waar de leden van zijn kerkgenootschap als getuigen zullen optreden tegen alle anderen, die vervolgens in de hel geworpen zullen worden. Het kerkgenootschap beweerde dat de dood van de Amerikaanse journalist Nick Berg in 2004 de wraak van God was voor een mislukte bomaanslag op de Baptistenkerk in 1995. Wie tegen Gods woord ingaat is verdoemd door de haat van God, en deze verdoemenis is onomkeerbaar. Het enige wat men nog kan doen is de wraak van God verwachten.
De baptisten van Westboro zijn met name sterke tegenstanders van homoseksualiteit. Zij uiten dit voornamelijk via hun controversiële en geparodieerde website God Hates Fags (God haat flikkers), waar Bijbelcitaten worden aangehaald om deze seksuele voorkeur te verwerpen, omdat die in hun ogen afgekeurd wordt door God.
Nadat Matthew Shepard in 1998 om zijn seksuele geaardheid in Wyoming werd vermoord, probeerden de baptisten een vergunning te krijgen voor het oprichten van een monument, dat zou moeten bestaan uit een blok graniet met daarop een bronzen plaquette met de tekst "Matthew Shepard: ging de hel binnen op 12 oktober 1998, vanwege zijn verzet tegen Gods waarschuwing: Je mag niet het bed delen met een man zoals met een vrouw, dat is gruwelijk." (citaat uit Leviticus 18:22 NBV)
De Westboro Baptist Church denkt dat Anders Behring Breivik door God gezonden is om Noorwegen te straffen omdat het land homohuwelijken en adopties door homokoppels toestaat. Ook Omar Mateen, de verantwoordelijke dader voor de schietpartij in Orlando op 12 juni 2016, zou volgens de kerk door God gezonden zijn om de  VS en  homoseksuelen te straffen.
De WBC heeft verder op vrijwel iedere andere godsdienst felle kritiek uitgeoefend:
- De meeste grotere  protestantse kerken ( methodisten,  anglicanen,  baptisten,  lutheranen en  presbyterianen) worden ervan beschuldigd de ware boodschap van God aan hun volgelingen te onthouden, en hen voor te liegen om hun eigen luxe levensstijl te rechtvaardigen.
- De  Katholieke en de  Oosters-orthodoxe Kerk worden beschuldigd van afgoderij in verband met hun heiligenverering, daarbij worden katholieken ook voor  pedofielen uitgemaakt wegens de misbruikschandalen in de Katholieke Kerk.
- Joden werden beschuldigd van sodomie en uitgemaakt voor nazi's. Verder wordt hen verweten dat ze verantwoordelijk voor de  dood van Christus zouden zijn, en dat ze homoseksualiteit zouden aanmoedigen.
- Ook de islam krijgt een veeg uit de pan: de WBC maakte Mohammed uit voor een 'demonaanbiedende pedofiele  hoerenloper' en noemde de Koran aan 'werk van de duivel'.  Terroristen die uit naam van de islam aanslagen op de VS plegen, zijn in de visie van de WBC echter 'werktuigen van God'.
- Joseph Smith, de stichter van de Kerk van Jezus Christus van de Heiligen der Laatste Dagen, werd in dezelfde uitspraak waarin Mohammed beledigd werd precies hetzelfde verweten.
- Op een speciale anti-Indiase website ('God hates India') werden hindoe's verweten afgodendienaren te zijn, hetgeen tot homoseksualiteit zou leiden. Hindoe's zouden zich tot het christendom moeten bekeren en 'terug moeten keren tot God'.

Het kerkgenootschap neemt verder stelling tegen racisme. De  apartheid werd zwaar bekritiseerd, evenals de  Nederduitse Gereformeerde Kerk die deze zou steunen. Nelson Mandela werd echter bekritiseerd wegens hertrouwen na de  scheiding van zijn eerste vrouw, dit gold als  overspel.

## Leuzen
Op de website van de kerk verzamelt de WBC gebruikte leuzen en borden, met een toelichting:
- God hates Fags (God haat flikkers)
- God hates you (God haat jou)
- Thank God for dead soldiers (Dank God voor dode soldaten, gebruikt bij slachtoffers van de Irakoorlog)
- Thank God for IEDs (Dank God voor bermbommen, bij slachtoffers van bermbommen)
- USA = Fag nation (VS= Flikkerland)
- America is doomed (Amerika is verdoemd)
- Fag soldier in Hell (Flikkersoldaat in de hel, begrafenis soldaat)
- Heath in Hell (Heath in de hel, bij de dood van acteur Heath Ledger)
- Thank God for 9/11 (Dank God voor (de aanslagen op) 11 september (2001))
- God hates Obama (God haat Obama)
- God hates America (God haat Amerika)
- God sent the shooter (God heeft de schutter gestuurd, na schietpartijen op scholen bijvoorbeeld)
- God hates the Netherlands (God haat Nederland, doelend op de Nederlandse tolerantie rond het homohuwelijk)
- God hates India (God haat India, doelend op het Indiase hindoeïsme dat volgens de WBC afgoderij is)

## Documentaire
Journalist en documentairemaker Louis Theroux volgde de familie Phelps gedurende drie weken en maakte daarover de documentaire The Most Hated Family of America. Deze documentaire werd op 1 april 2007 door de BBC uitgezonden. Fred Phelps reageerde furieus toen hij de documentaire gezien had, en noemde Theroux een "murderer" (moordenaar), "jackass" (ezel) en "child of the devil" (duivelskind), hij viel hem op zijn privéleven aan en wenste hem toe dat hij naar de hel ging.
Zowel op 3 april 2011 als 25 oktober 2019 werd een documentaire van Louis Theroux uitgezonden. In de documentaire, genaamd America's Most Hated Family in Crisis, gaat Theroux opnieuw langs bij de kerk en mensen die sinds de eerste documentaire uit de kerk zijn gestapt.